# Gig Young
Pour les articles homonymes, voir Young.
Gig Young est un acteur américain, né le 4 novembre 1913 à Saint Cloud dans le Minnesota et mort le 19 octobre 1978 à New York dans l’État de New York.

## Biographie

### Jeunesse et formation
Né Byron Elsworth Barr à Saint Cloud dans le Minnesota, il est élevé avec ses frères aînés par ses parents John, chef d’une maison de réforme, et Emma Barr à Washington. Une fois grandi, il suit des cours à l’école publique McKinley Technology High School.

### Vie privée
Gig Young est marié avec Sheila Stapler de 1940 à 1947, avec Sophie Rosenstein de 1950 à 1952, avec Elizabeth Montgomery de 1956 à 1963, avec Elaine Williams de 1963 à 1966 et avec Kim Schmidt en 1978. Le 19 octobre 1978, Gig Young a tué sa cinquième épouse, Kim Schmidt, de cinq balles, puis, il s'est suicidé.

## Filmographie

### Films

#### Années 1940
- 1940 : Misbehaving Husbands de William Beaudine : le promeneur sur le plancher
- 1941 : L'Amour et la Bête (The Wagons Roll at Night) de Ray Enright : le narrateur dans le semi-remorque (voix-off)
- 1941 : Here Comes the Cavalry (en) de D. Ross Lederman : le cavalier Rollins
- 1941 : Sergent York (Sergeant York) de Howard Hawks : le soldat marchant
- 1941 : Dive Bomber de Michael Curtiz : le pilote Abbott
- 1941 : Nuits joyeuses à Honolulu (Navy Blues) de Lloyd Bacon : le matelot
- 1941 : One Foot in Heaven d’Irving Rapper : le jeune marié demandant la taxe sur les chiens
- 1941 : The Tanks Are Coming de B. Reeves Eason : Jim Allen
- 1941 : Jimmy s'en va-t-en guerre (You're in the Army Now) de Lewis Seiler : le soldat
- 1941 : La Charge fantastique (They Died with Their Boots On) de Raoul Walsh : le Lieutenant Roberts
- 1942 : L'Homme qui vint dîner (The Man Who Came to Dinner) de William Keighley : le figurant
- 1942 : Les Chevaliers du ciel (Captains of the Clouds) de Michael Curtiz : l’élève pilote
- 1942 : Si Adam avait su... (The Male Animal) d'Elliott Nugent : l’étudiant
- 1942 : The Mad Martindales d’Alfred L. Werker : Peter Varney
- 1942 : Les Folles Héritières (The Gay Sisters) d’Irving Rapper : Byron Barr
- 1943 : Air Force de Howard Hawks : le copilote Bill Williams
- 1943 : L'Impossible Amour (Old Acquaintance) de Vincent Sherman : Rudd Kendall
- 1947 : Tu ne m'échapperas pas (Escape Me Never) de Peter Godfrey et LeRoy Prinz : Caryl Dubrok
- 1948 : La Femme en blanc (The Woman in White) de Peter Godfrey : Walter Hartright
- 1948 : Les Trois Mousquetaires (The Three Musketeers) de George Sidney : Porthos
- 1948 : Le Réveil de la sorcière rouge (Wake of the Red Witch) d’Edward Ludwig : Samuel « Sam » Rosen
- 1949 : Le Démon de l'or (Lust for Gold) de S. Sylvan Simon : Pete Thomas
- 1949 : Pas de pitié pour les maris (en)  (Tell It to the Judge) de Norman Foster : Alexander Darvac

#### Années 1950
- 1950 : Tarnished de Harry Keller : Joe Pettigrew
- 1950 : Hunt the Man Down de George Archainbaud : Paul Bennett
- 1951 : Raid secret (Target Unknown) de George Sherman : le capitaine Reiner
- 1951 : Fort Invincible (Only the Valiant) de Gordon Douglas : le lieutenant William Holloway
- 1951 : Slaughter Trail (en) d’Irving Allen : Ike Vaughn
- 1951 : Feu sur le gang (Come Fill the Cup) de Gordon Douglas : Boyd Copeland
- 1951 : L'Âge d'aimer (Too Young to Kiss) de Robert Z. Leonard : John Tirsen
- 1952 : Holiday for Sinners de Gerald Mayer : Jason Kent
- 1952 : You for Me (en) de Don Weis : Dr Jeff Chadwick
- 1953 : La Fille qui avait tout (The Girl Who Had Everything) de Richard Thorpe : Vance Court
- 1953 : Arena de Richard Fleischer : Hob Danvers
- 1953 : Traqué dans Chicago (City That Never Sleeps) de John H. Auer : Johnny Kelly
- 1953 : La Madone gitane (Torch Song) de Charles Walters : Cliff Willard
- 1954 : Un amour pas comme les autres (Young at Heart) de Gordon Douglas : Alex Burke
- 1955 : La Maison des otages (The Desperate Hours) de William Wyler : Chuck Wright
- 1957 : Une femme de tête (The Desk set) de Walter Lang : Mike Cutler
- 1958 : Le Chouchou du professeur (Teacher's Pet) de George Seaton : Dr Hugo Pine
- 1958 : Le Père malgré lui (The Tunnel of Love) de Gene Kelly : Dick Pepper
- 1959 : Une fille très avertie (Ask Any Girl) de Charles Walters : Evan Doughton
- 1959 : Du sang en première page (The Story on page one) de Clifford Odets : Larry Ellis

#### Années 1960
- 1962 : Un soupçon de vison (That Touch of Mink) de Delbert Mann : Roger
- 1962 : Un direct au cœur (Kid Galahad) de Phil Karlson : Willy Grogan
- 1962 : Le Couteau dans la plaie (Five Miles to Midnight) d’Anatole Litvak : David Barnes
- 1963 : For Love or Money de Michael Gordon : « Sonny » John Dayton Smith
- 1963 : Les Astuces de la veuve (A Ticklish Affair) de George Sidney : Key Weedon
- 1965 : Étranges compagnons de lit (Strange Bedfellows) de Melvin Frank : Richard Bramwell
- 1967 : La Malédiction des Whateley (The Shuttered Room) de David Greene : Mike Kelton
- 1969 : On achève bien les chevaux (They Shoot Horses, Don't They?) de Sydney Pollack : l’animateur Rocky

#### Années 1970
- 1970 : Lune de miel aux orties (Lovers and Other Strangers) de Cy Howard : Hal Henderson
- 1973 : Superdad ou A Son-in-Law for Charlie McReady de Vincent McEveety : Charlie McReady
- 1974 : Un fiocco nero per Deborah de Marcello Andrei : Herman Ofenbauer
- 1974 : Apportez-moi la tête d'Alfredo Garcia (Bring Me the Head of Alfredo Garcia) de Sam Peckinpah : Quill
- 1975 : Michele
- 1975 : Tueur d'élite (The Killer Elite) de Sam Peckinpah : Lawrence Weyburn
- 1975 : L'Odyssée du Hindenburg (The Hindenburg) de Robert Wise : Edward Douglas
- 1978 : Le Jeu de la mort (Game of Death) de Robert Clouse : Jim Marshall

### Téléfilms
- 1959 : The Philadelphia Story de Fielder Cook : C.K. Dexter Haven
- 1960 : Ninotchka de Tom Donovan : Leon Dolga
- 1961 : The Spiral Staircase de Boris Sagal : Stephen Warren
- 1968 : Companions in Nightmare de Norman Lloyd : Eric Nicholson
- 1971 : The Neon Ceiling de Frank Pierson : Jones
- 1974 : The Great Ice Rip-Off de Dan Curtis : Harkey Rollins
- 1975 : The Turning Point of Jim Malloy de Frank D. Gilroy : Ray Whitehead
- 1976 : Sherlock Holmes à New York (Sherlock Holmes in New York) de Boris Sagal : Mortimer McGrew
- 1977 : Spectre de Clive Donner : Dr Ham Hamilton

### Séries télévisées partielles
- 1950 : The Bigelow Theater (saison 1, épisode 32 : Lady with Ideas) : Tim Davis
- 1951 : Pulitzer Prize Playhouse (saison 1, épisode 15 : Ned McCobb's Daughter) : George Callahan
- 1951 : The Bigelow Theater (saison 1, épisode 6 : Rewrite for Love)
- 1953 : Robert Montgomery Presents (saison 5, épisode 8 : The Sunday Punch) : Tony Marino
- 1953 : Schlitz Playhouse of Stars (saison 3, épisode 16 : Part of the Game) : Jimmy Sampson
- 1954 : Producers' Showcase (saison 1, épisode 1 : Tonight at 8:30) : Simon Gayforth
- 1954 : Lux Video Theatre (saison 5, épisode 13 : Captive City)
- 1955-1956 : Warner Brothers Presents : l'hôte (36 épisodes)
- 1959 : La Quatrième Dimension : Martin Sloan (épisode : Souvenir d'enfance)
- 1964-1965 : The Rogues : Tony Fleming (29 épisodes)
- 1976 : Gibbsville : Ray Whitehead

## Distinctions

### Récompenses
- Golden Globes 1970 : Meilleur acteur dans un second rôle dans On achève bien les chevaux
- Oscars 1970 : Meilleur acteur dans un second rôle dans On achève bien les chevaux
- Kansas City Film Critics Circle 1971 : Meilleur acteur dans un second rôle dans On achève bien les chevaux

### Nominations
- Oscars 1952 : Meilleur acteur dans un second rôle dans Feu sur le gang
- Golden Globes 1959 : Meilleur acteur dans un second rôle dans Le Chouchou du professeur
- Oscars 1959 : Meilleur acteur dans un second rôle dans Le Chouchou du professeur
- British Academy Film Awards 1971 : Meilleur acteur dans un second rôle dans On achève bien les chevaux
- Primetime Emmy Awards 1971 : Meilleur acteur dans une mini-série ou un téléfilm dans The Neon Ceiling